# ヒイラギナンテン
ヒイラギナンテン（柊南天、学名: Berberis japonica）は、メギ科メギ属の常緑低木。別名でトウナンテン、チクシヒイラギナンテンともよばれている。

## 形態・生態
常緑広葉樹の低木。古い木の幹にはコルク質がある。葉は奇数羽状複葉で、互生し、小葉は硬く、ヒイラギの葉に似た粗い鋸歯はとげ状となる。常緑で落葉はしないが、冬に赤銅色になる部分があり、紅葉のようになる。
開花時期は3 - 4月。春先に総状花序に黄色い花をつける。花弁は6枚あり、9枚の萼片も黄色であるので、全体が花弁のように見える。その中にある雄しべは、昆虫などが触れることによる刺激で内側に動いて、花粉をなすりつける。
果実は液果で、秋に青く熟す。

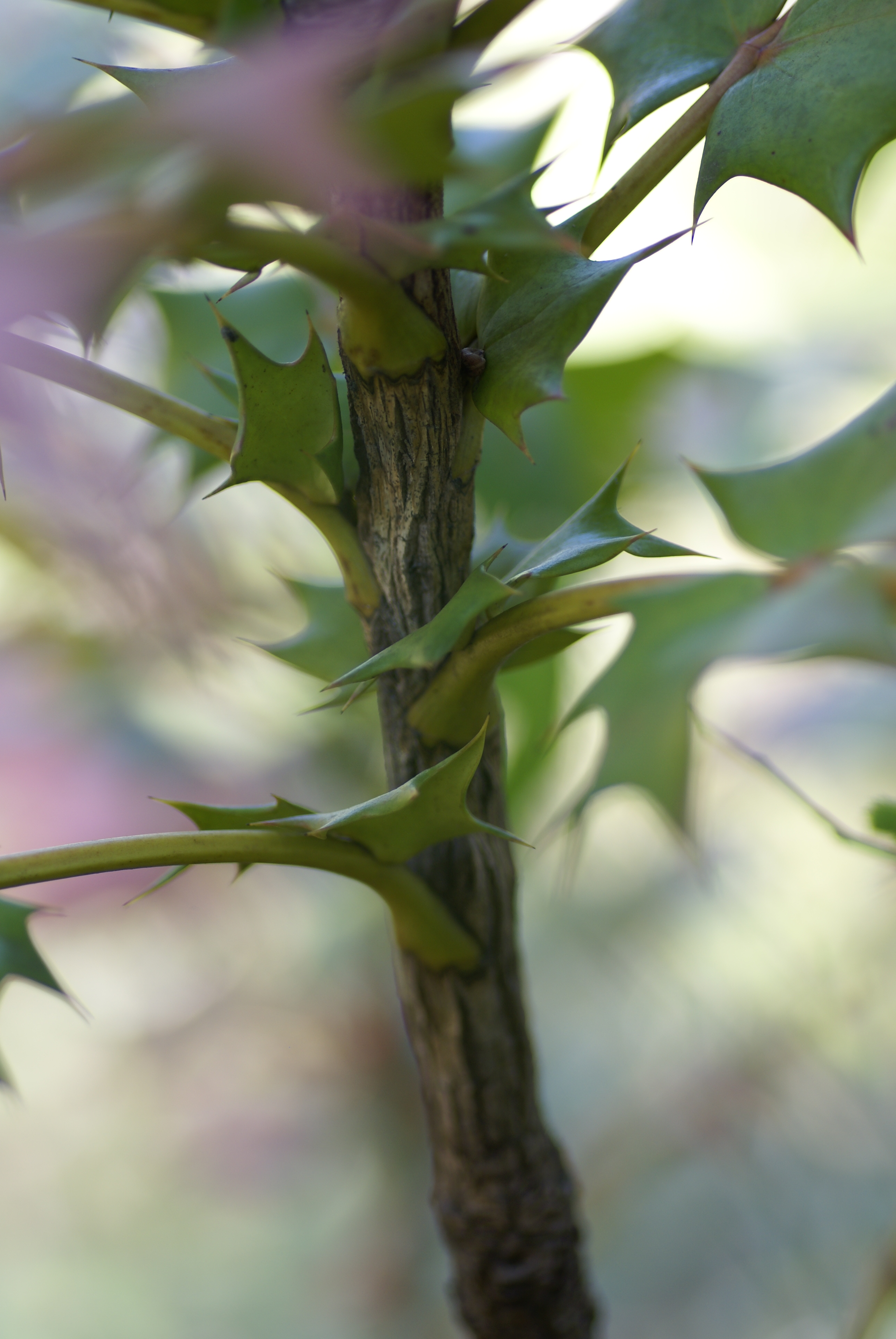
樹皮
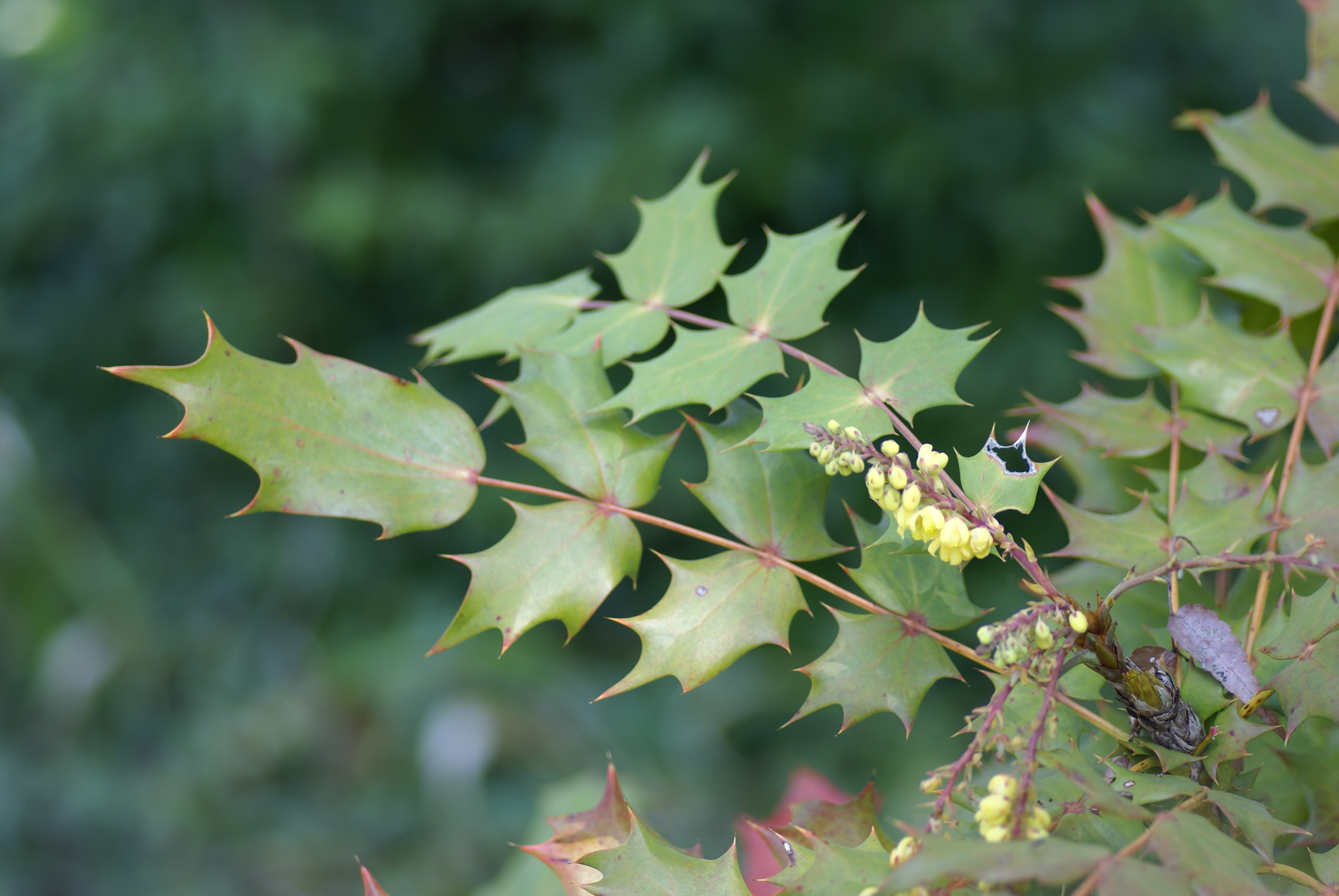
葉
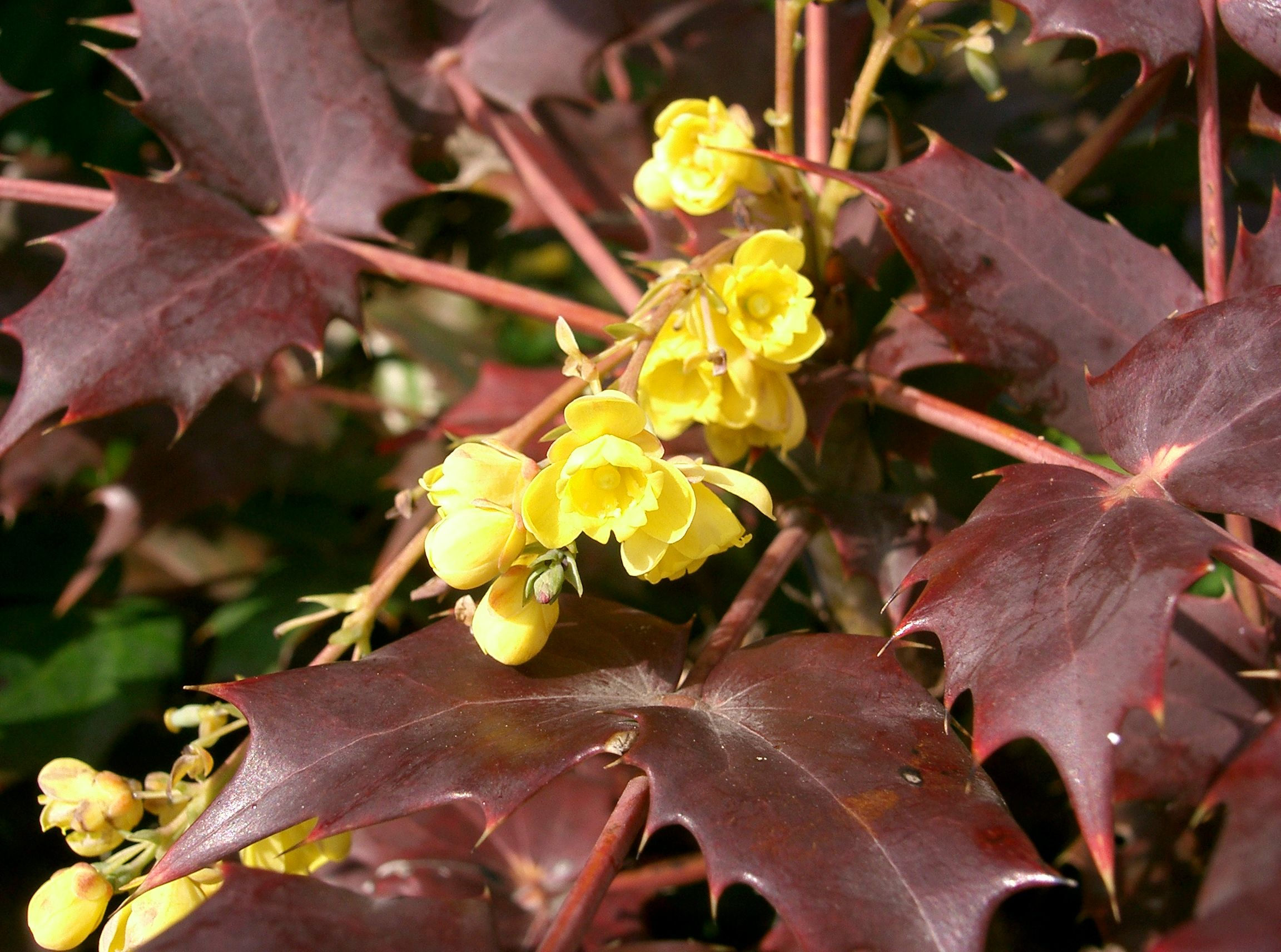
葉
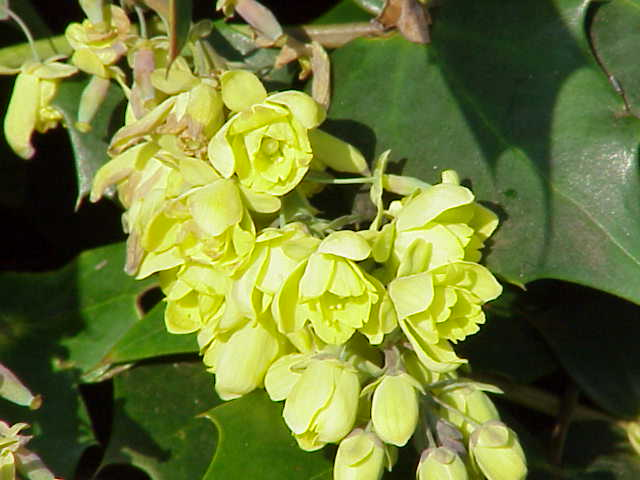
花
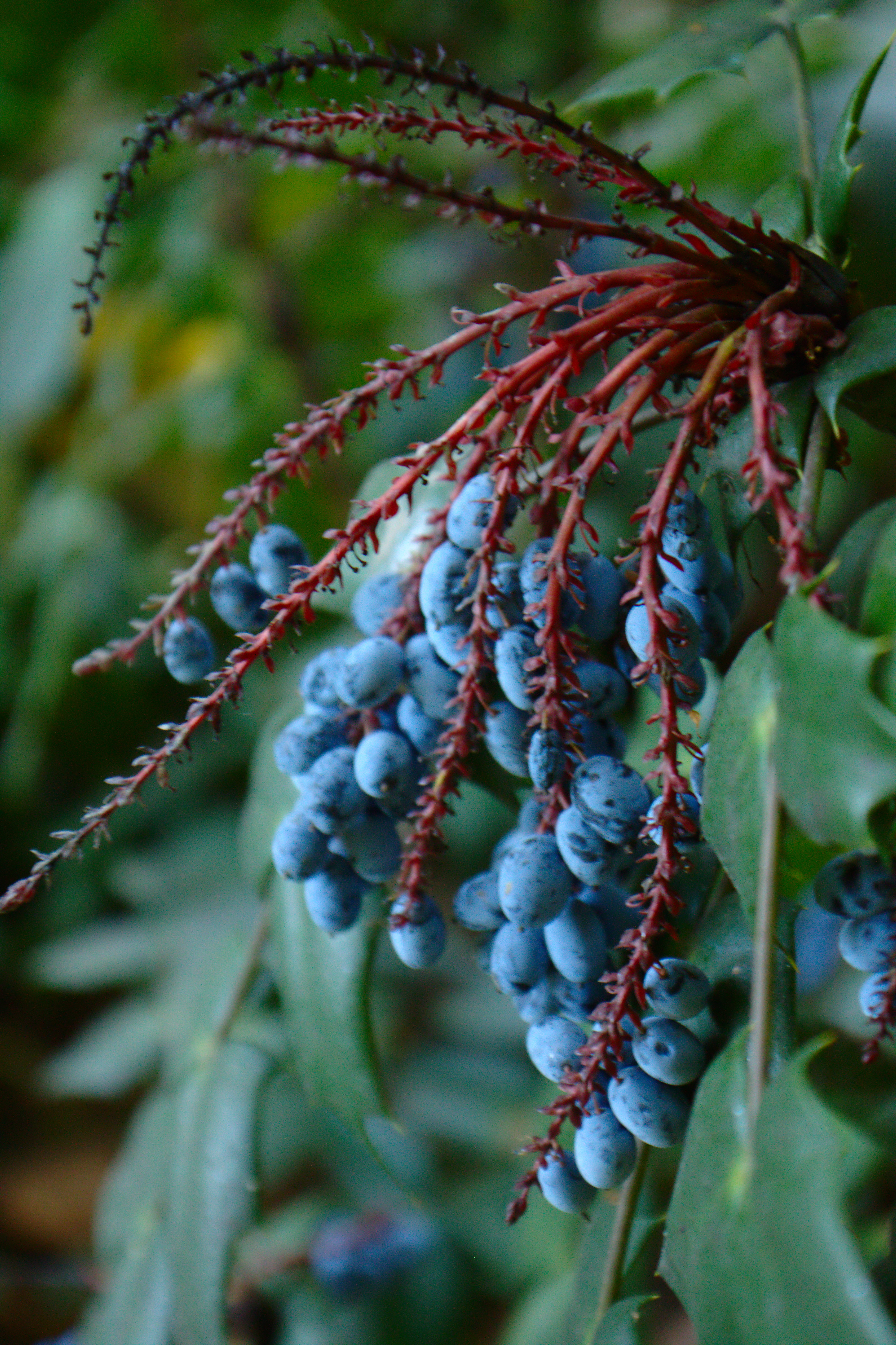
果実

## 分布
中国南部、台湾、ヒマラヤ原産。中国から日本に渡来したのは17世紀末の江戸時代といわれる。人手によって植栽もされ、庭でもよく見られる。

## 人間との関わり
庭や公園などでよく栽培される。果実を実生として、果肉をとり、植える。果実は食用ではない。

## 近縁種
ヒイラギナンテン属には約60種あり、中国から北米・中米にかけて分布する。小葉の細長いホソバヒイラギナンテンもよく栽培されている。